# Mario Roso de Luna
Mario Raimundo Antonio Roso de Luna (Logrosán, 15 de marzo de 1872-Madrid, 8 de noviembre de 1931) fue un abogado, masón, teósofo, astrónomo y escritor español.

## Biografía
Su madre, Jacinta de Luna, y dos hermanas de esta, Amalia y Constanza, se ocuparon de su educación. Su abuelo fue Julián de Luna, propietario acaudalado de minas de fosfatos en Cáceres y autor de una obra pionera de Economía Política.Su padre, José Roso y Bober, era un ingeniero que trabajó en las minas de fosfato. Tuvo una educación brillante, y a los trece años marchó a Madrid para estudiar Derecho. En su juventud, entre 1897 y 1899, viajó por el centro de Europa. Antes de esos años ya era conocido por sus descubrimientos arqueológicos en Extremadura, citados por Marcelino Menéndez y Pelayo.

## Trayectoria
Conocido como El mago rojo de Logrosán, astrónomo y escritor, se definía a sí mismo como teósofo y ateneísta, y fue activo miembro del Ateneo de Madrid. Su abogado fue Juan Muñoz Chaves, senador por Cáceres, con quien compartió amistad. Tuvo estrecho trato con su discípulo, el matemático Francisco Vera Fernández de Córdoba.
En sus libros, Roso aplicó la doctrina teosófica a múltiples campos, como la musicología (Beethoven, teósofo, Wagner, mitólogo y ocultista), Las mil y una noches (El velo de Isis), los mitos precolombinos (La ciencia hierática de los mayas) y el folclore español (El libro que mata a la Muerte, El cual describe hechos del mundo antiguo). Tradujo al castellano las obras de Blavatsky y produjo una larga serie de libros propios, agrupados en la llamada Biblioteca de las Maravillas. Colaboró también en la recogida de romances y otras tradiciones populares extremeñas y fundó la revista teosófica Hesperia, editada en Madrid de noviembre de 1921 a febrero-marzo de 1925. 
Fue colaborador habitual en diversas publicaciones: periódicos como El Globo, El Liberal, La Libertad o La Voz de Extremadura; revistas como La Esfera, Nuevo Mundo,  Nuestro Tiempo, El Telégrafo Español, El Álbum Ibero-Americano, La Ciudad Lineal, Revista de Extremadura, Alma Extremeña, Revista del Ateneo de Madrid, Boletín de la Real Academia de la Historia, y, por supuesto, revistas teosóficas como Sophia (Madrid), El Loto Blanco (Barcelona), Boletín Mensual del Ateneo Teosófico, Zanoni (Sevilla), Vida y Ciencia (Sevilla), La Luz del porvenir (Valencia) o Lumen (Tarrasa) y también en algunas extranjeras como La Verdad (Buenos Aires), La Cruz Astral (Chile), Virya (Costa Rica), O Pensamiento (Sao Paulo) o Isis (Lisboa).

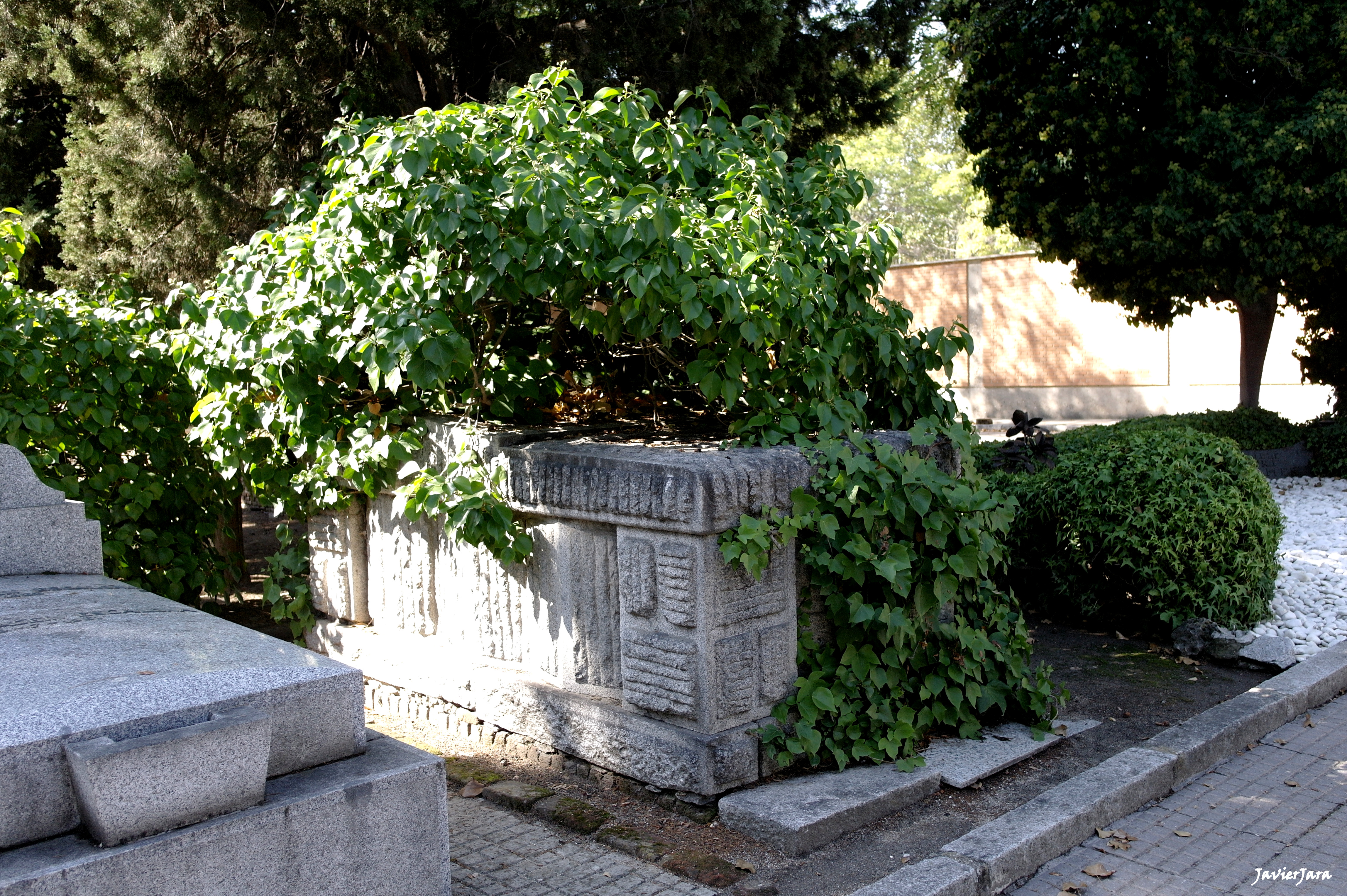
Sepultura de Roso de Luna en el cementerio civil de Madrid

Ha quedado noticia, quizá legendaria, de que en su lecho de muerte dijo a sus allegados: «Ningún hombre es indispensable. No me lloréis. De una sola manera honrareis mi memoria: ¡Continuad mi obra..! ¡Superadla!».
Fue enterrado en el cementerio civil de Madrid.

## Reconocimientos
El 5 de julio de 1893, como astrónomo, avistó un cometa en la constelación del Auriga que desde entonces lleva su nombre. También lleva su nombre el instituto de su pueblo natal (IES Mario Roso de Luna), en Logrosán, así como calles de Cáceres, Mérida, Badajoz, Don Benito y Miajadas, además de una residencia universitaria anexa a la Facultad de Empresariales y Turismo en Cáceres. El Ayuntamiento de Madrid, tras su muerte, dio su nombre a la calle en la que pasó sus últimos años, pero con la llegada del régimen franquista, se volvió a la anterior denominación, que aún conserva (calle del Buen Suceso).

## Obras
Esteban Cortijo publicó en el 2003 una edición en doce tomos  de sus obras completas. Las obras indicadas con asterisco eran, hasta entonces, inéditas.
- Vol. 1 La realidad y el ensueño.
  - Preparación al estudio de la fantasía humana bajo el doble aspecto de la realidad y el ensueño. La dama del ensueño.
  - Por el Reino encantado de Maya.

- Vol. 2 Ciencia y Teos.

- - En el Umbral del Misterio.

- Vol. 3 España y América.
  - Conferencias teosóficas en América del Sur.
  - De Sevilla al Yucatán.

- Vol. 4 Arqueología y Astronomía.
  - Kinethorizon.
  - Evolución Solar y series astroquímicas.
  - La Ciencia hierática de los Mayas.
  - El Juego chino del Mah-Jongg (*).
  - Códices de Anáhuac y la Baraja Española (*).
  - Una Maravilla Prehistórica (*).
  - La Magia y la escritura (*).

- Vol. 5 La Asturias Tenebrosa.
  - El Tesoro de los Lagos de Somiedo.
  - Don Roberto Frassinelli. El alemán de Corao. (*).
  - Libro de Bitácora de mis viajes a Asturias (*).
  - La Xana (*).

- Vol. 6 Simbolismo y religión.
  - Simbolismo de las religiones del mundo.
  - El Libro que mata a la Muerte o Libro de los Jinas.

- Vol. 7 Música de las estrellas.
  - Beethoven, teósofo
  - Wagner, mitólogo y ocultista.
  - El Libro de Oro de la Pianola (*).

- Vol. 8 La Esfinge.
  - La Esfinge.
  - Por las grutas y selvas del Indostán.
  - De gentes de otro mundo.

- Vol. 9 Helena Petrovna Blavatsky.
  - Una mártir del siglo XIX. H.P. Blavatsky.

- Vol. 10 El Velo de Isis.
  - El Velo de Isis.
  - Simbología arcaica.
  - Significación filosófica de la teosofía.